# Frostbite Spine
Der Frostbite Spine (englisch für Erfrierungsgrat) ist ein markanter und 8 km langer Gebirgskamm im ostantarktischen Viktorialand. Auf der Ostseite der Royal Society Range ragt er zwischen dem Hooker-Gletscher und dem Salient-Gletscher auf.
Das New Zealand Antarctic Place-Names Committee benannte den Gebirgskamm auf Vorschlag des neuseeländischen Geologen Robert H. Findlay, dessen Mannschaft im Rahmen des New Zealand Antarctic Research Program zwischen 1979 und 1980 geologische Studien in diesem Gebiet betrieb. Namensgebend war der Umstand, dass ein Mannschaftsmitglied hier schwere Erfrierungen erlitt und ersetzt werden musste.